# Ctenitis bullata
Ctenitis bullata är en träjonväxtart som beskrevs av Alan Reid Smith. Ctenitis bullata ingår i släktet Ctenitis och familjen Dryopteridaceae. Inga underarter finns listade.